# さわり
さわりとは、楽器の音色の名前。噪音の一種。音色は楽器によって異なる。
例えば三味線では、最も低い弦の位置を工夫することで弦に独特のビビリ音が得られるだけでなく、他の弦を弾いたときに同調して共鳴する。この音を「さわり」と呼ぶ。

三味線の「さわり」は琵琶を模したと言われている。琵琶、特に薩摩琵琶は、さわり音が強く響くことで知られている。琵琶の首から1センチ上がったフレットの間で弦を引っ張ることで弦を止めており、奏者は各フレットで希望のさわり効果を作り出すことができる。日本での「さわり」は琵琶で最初に発見されたという説と、インドのヴィーナ（Veena）のJavariが起源だという説がある。
作曲家の武満徹は、「さわり」という用語は「触れる」と「差し障り」の両方を意味する可能性があると書いている。